# Acmaeodera nelsoni
Acmaeodera nelsoni är en skalbaggsart som beskrevs av Barr 1972. Acmaeodera nelsoni ingår i släktet Acmaeodera och familjen praktbaggar. Inga underarter finns listade i Catalogue of Life.